# Betje Wolff
Pour les articles homonymes, voir Bekker.
Betje Wolff, ou encore Elizabeth Bekker de son nom de jeune fille, auteure néerlandaise, née à Flessingue le 24 juillet 1738 et morte à La Haye le 5 novembre 1804 , a donné, en néerlandais, plusieurs romans qui se distinguent par l'intérêt et par la vérité des mœurs et des caractères ; Cornelia Wildschut et Abraham Blankaart sont devenus populaires.

## Biographie

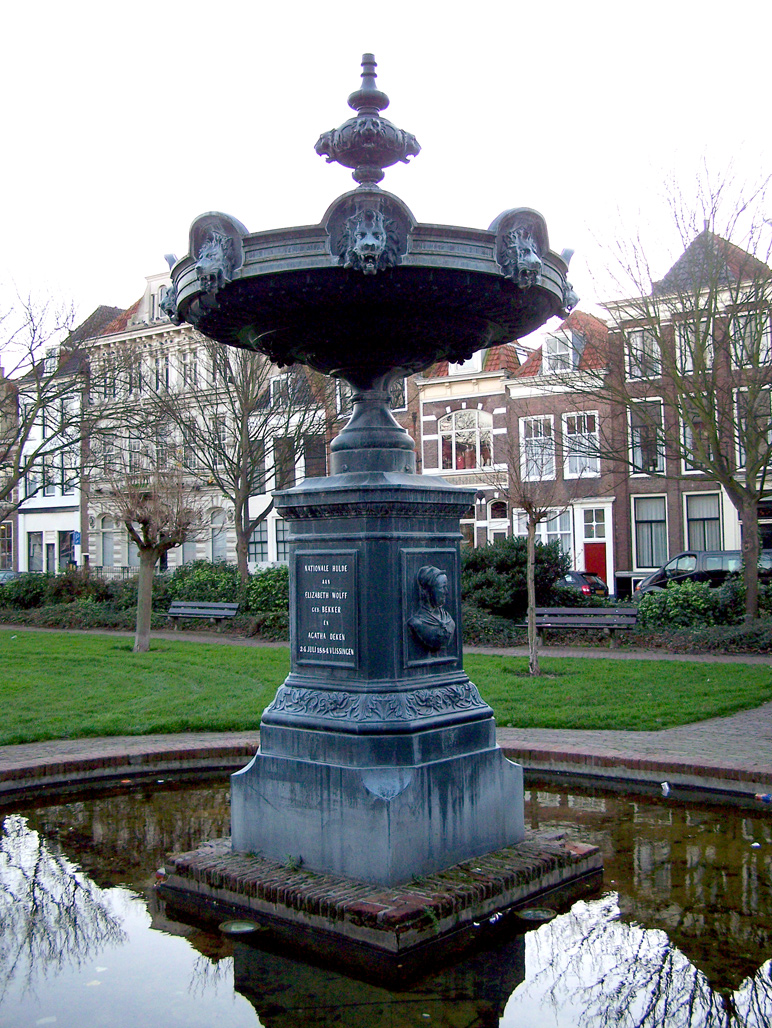
Une fontaine érigée en 1884 à Flessingue, ville natale de Betje Wolff, en hommage aux écrivaines Wolff et Deken.

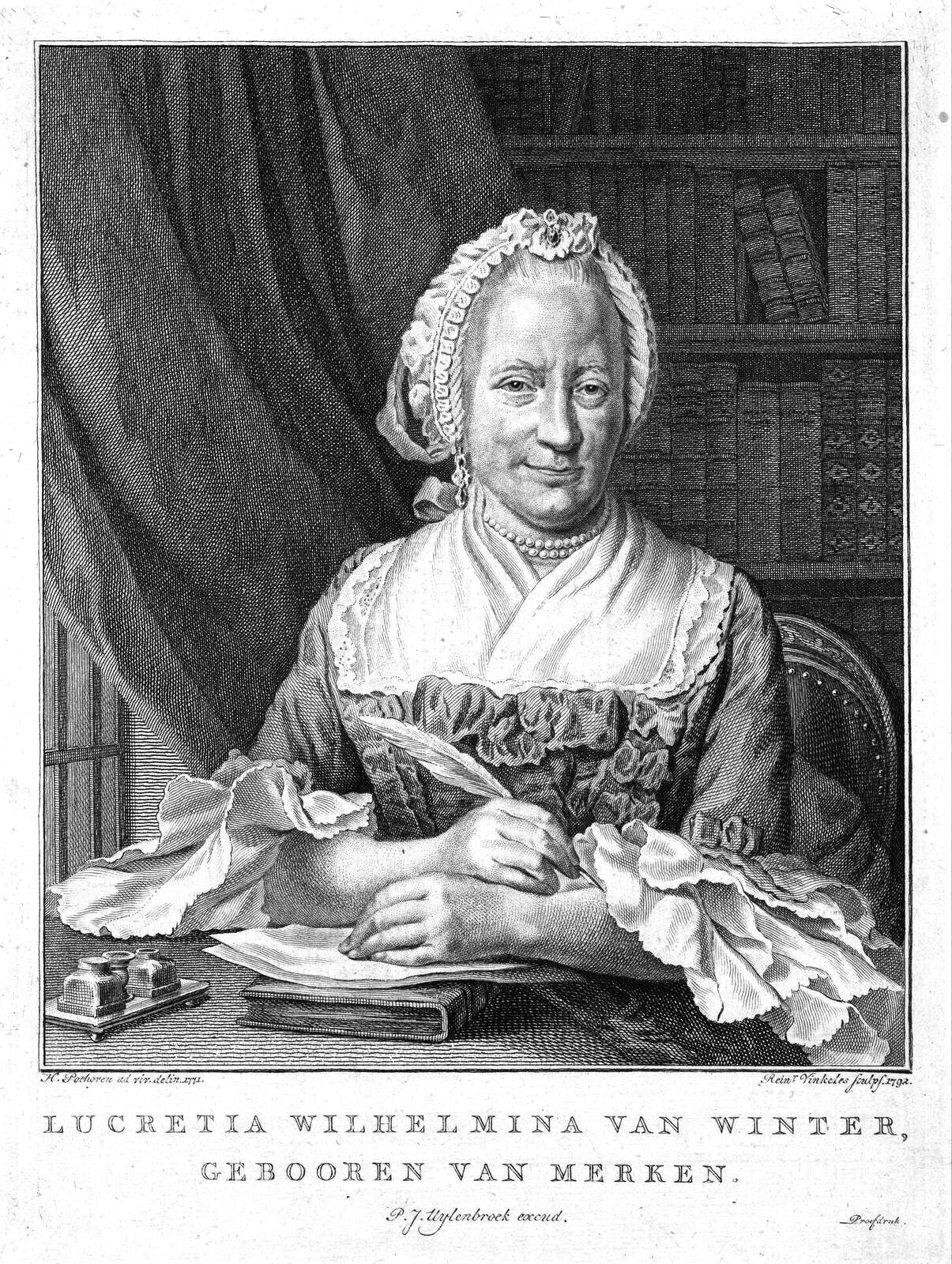
Portrait de Lucretia Wilhelmina van Merken, gravé par Reinier Vinkeles en 1792 d'après un dessin de Hendrik Pothoven. Dans le recueil Bespiegelingen over het genoegen (Réflexions sur le plaisir), Betje Wolff suivit les traces de son idole Van Merken.

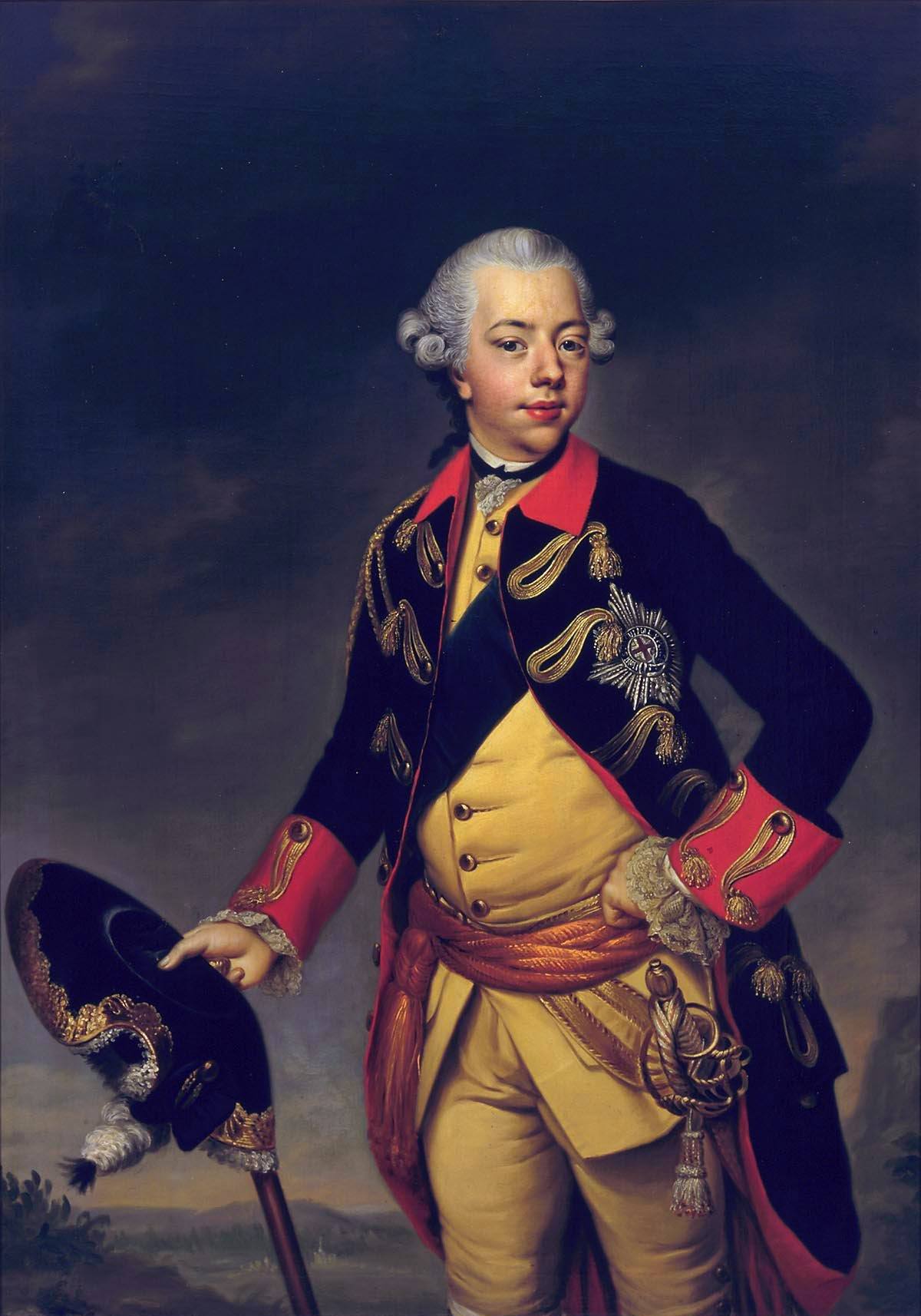
Portrait de Guillaume V d'Orange-Nassau (vers 1770) par Johann Georg Ziesenis. En 1773, lors de sa visite à Beemster, le stathouder prononça des paroles élogieuses à l'égard de Betje Wolff.

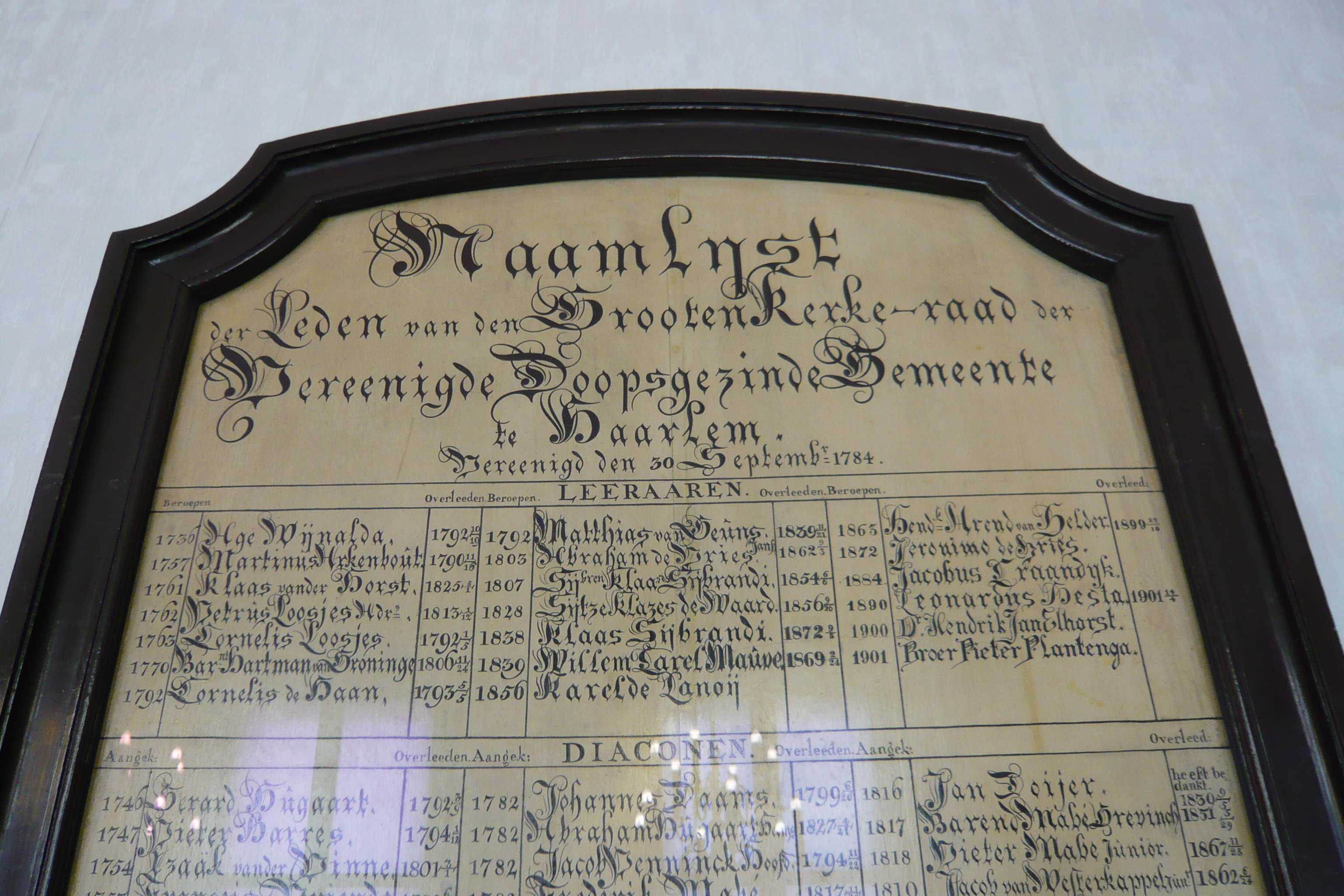
Cornelis Loosjes figure sur la liste des membres de la communauté mennonite de Haarlem. Il était le mentor littéraire de Betje Wolff.

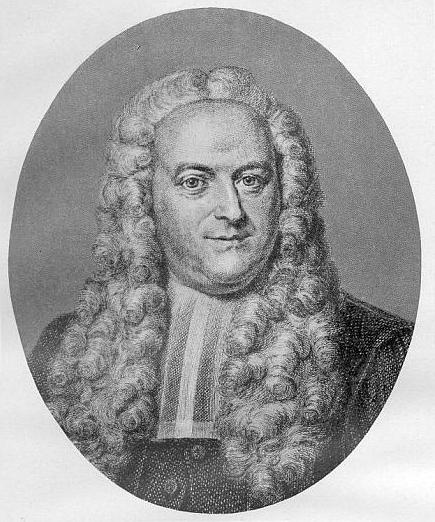
Portrait de Petrus Burmannus Secundus (1759), gravé par Jacobus Houbraken d'après Jan Maurits Quinkhard. Burmannus, le chef de file du groupe de Santhorst prit ses distances avec Betje Wolff.

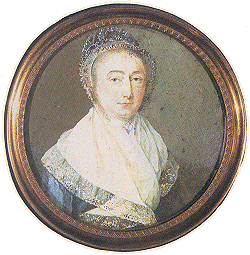
Miniature sur ivoire d'Aagje Deken. Après le décès de son mari, Betje Wolff allait cohabiter avec Deken.

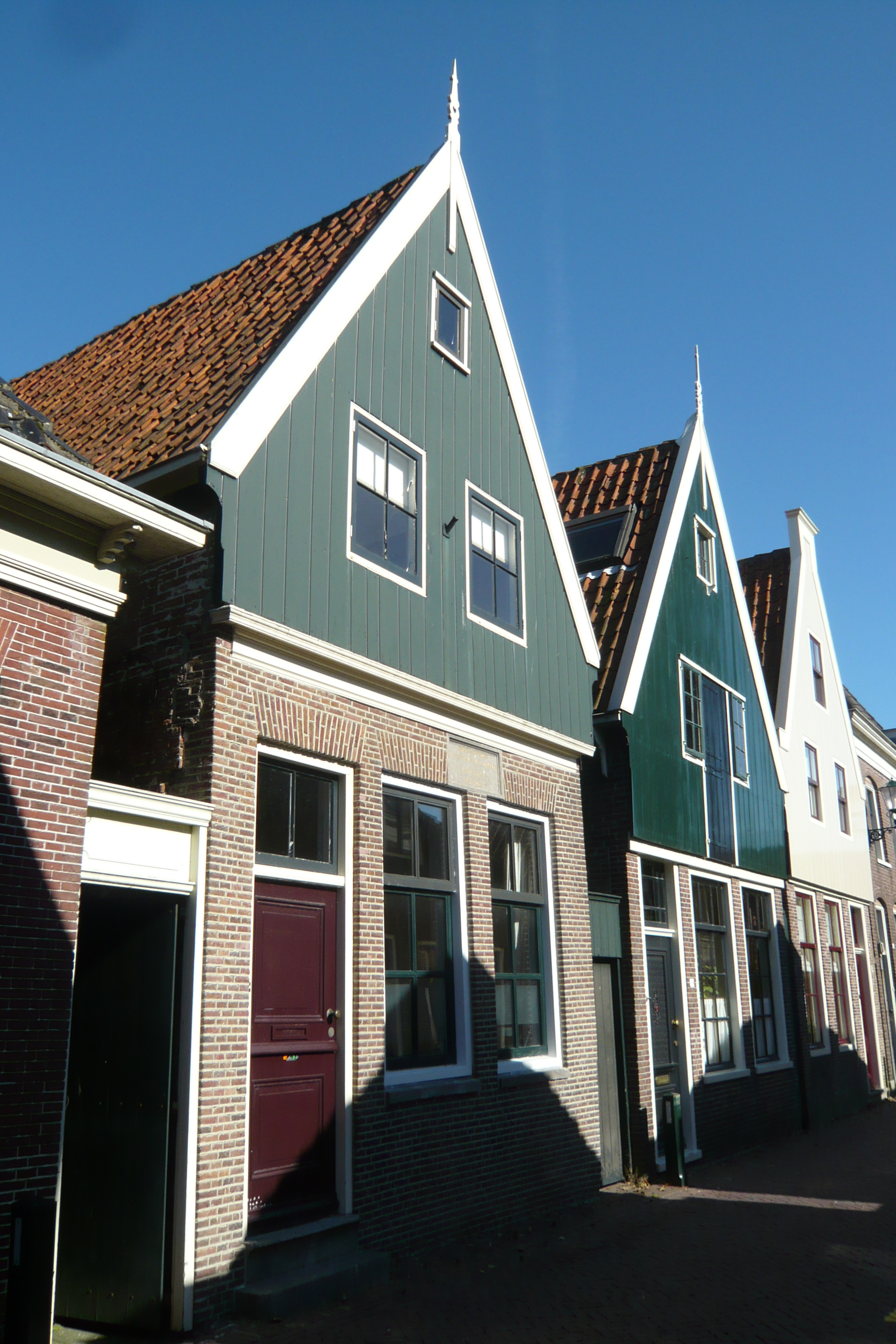
La maison qu'habitaient Betje Wolff et Aagje Deken dans la Rechtestraat 40 à De Rijp.

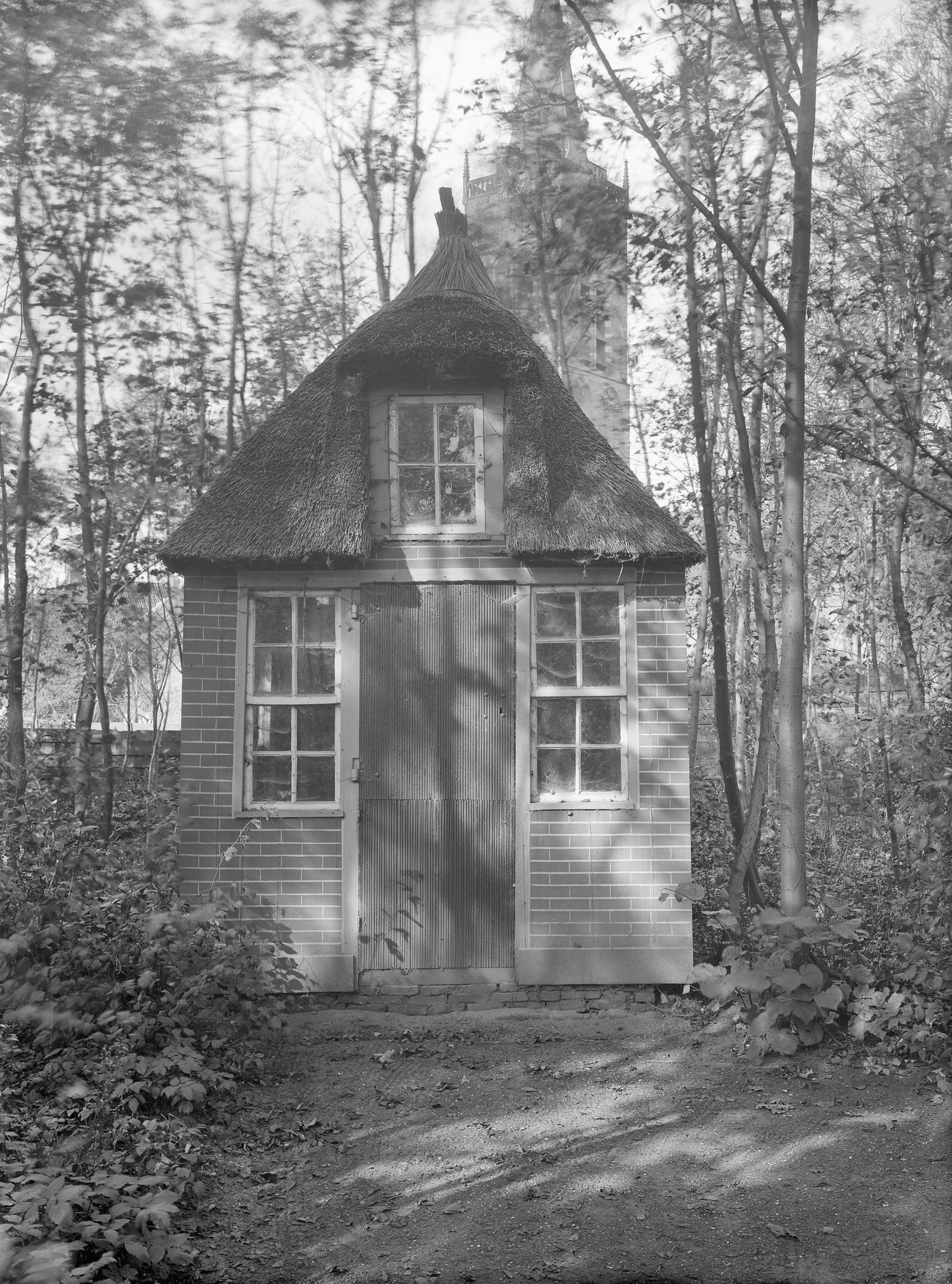
Le pavillon de thé de Betje Wolff et d'Aagje Deken à Beverwijk.

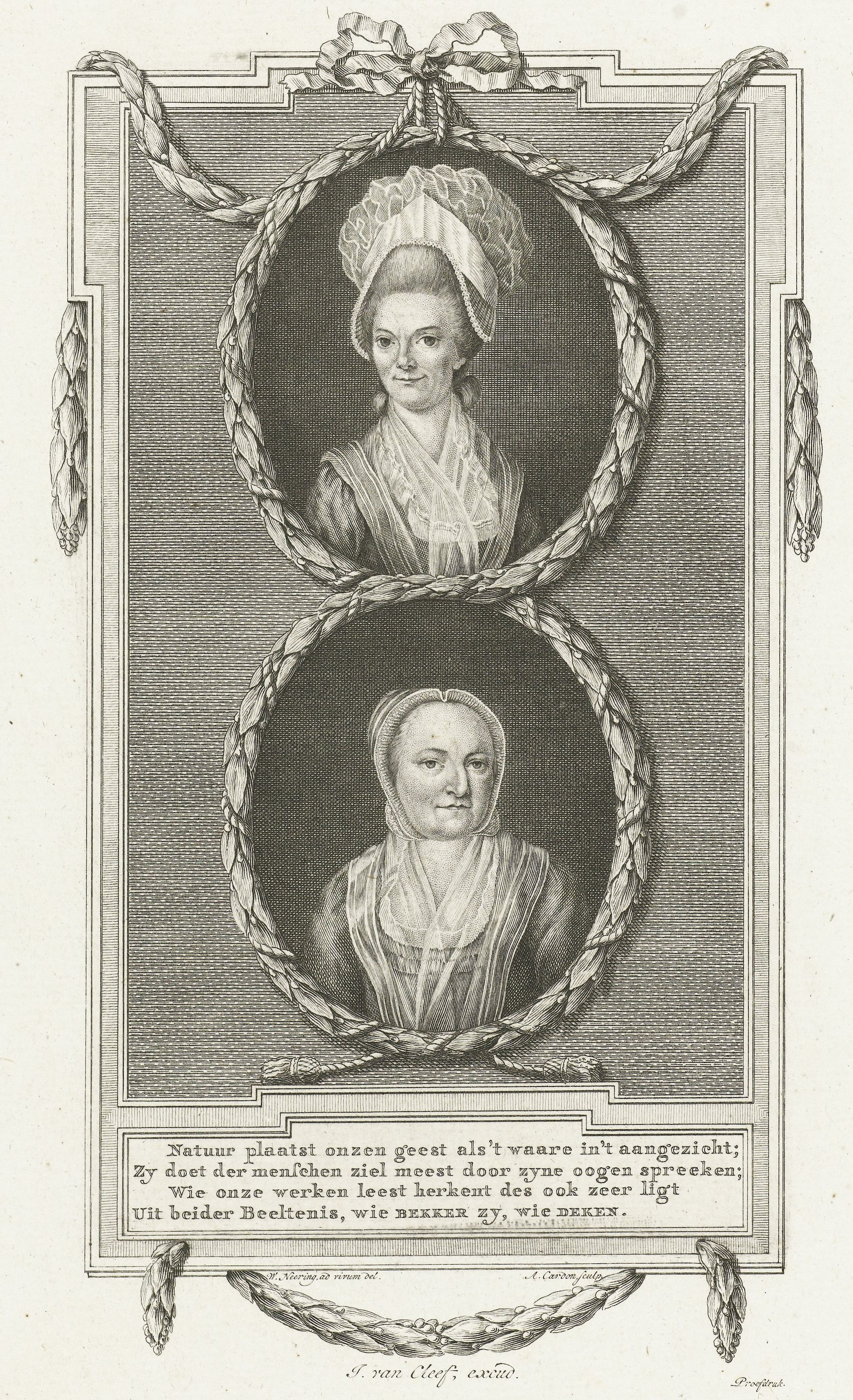
Double portrait des écrivaines Betje Wolff et Aagje Deken d'Antoine Cardon d'après Willem Neering, paru comme frontispice des Fabelen (Fables), publiées en 1784.

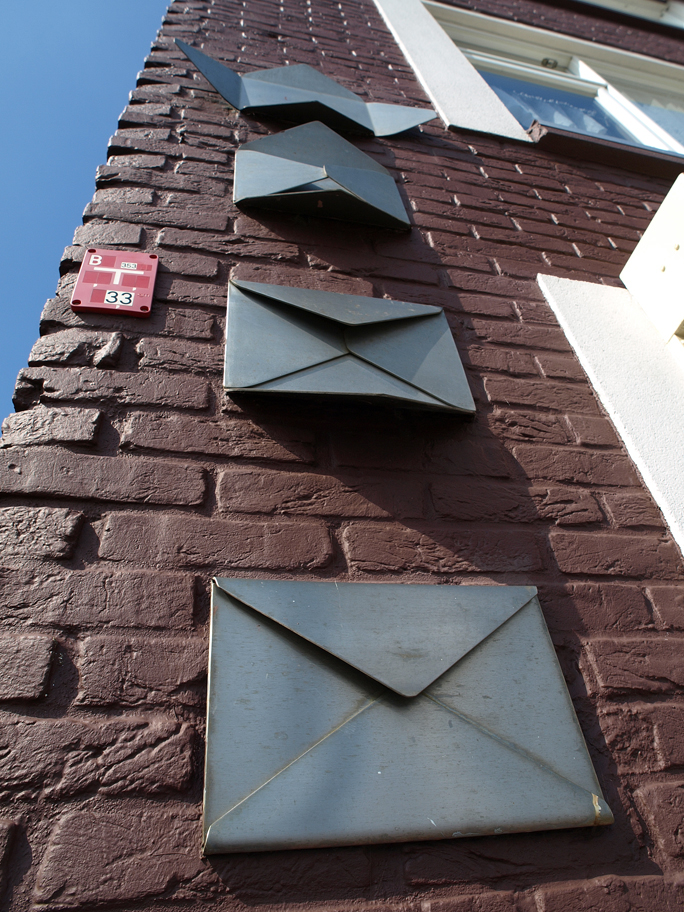
La Correspondance de Betje Wolff et d'Aagje Deken (1983), une sculpture de Jan Haas au Nieuwendijk à Flessingue.

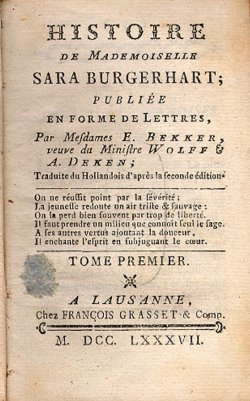
Page de titre du 1er tome de la traduction française d'après la 2e édition du fameux roman de Betje Wolff et Aagje Deken, sous le titre Histoire de mademoiselle Sara Burgerhart ; publiée en forme de lettres, traduction jadis attribuée à Isabelle de Charrière et actuellement à H. Rieu, publiée à Lausanne en 1787, chez François Grasset & Comp.

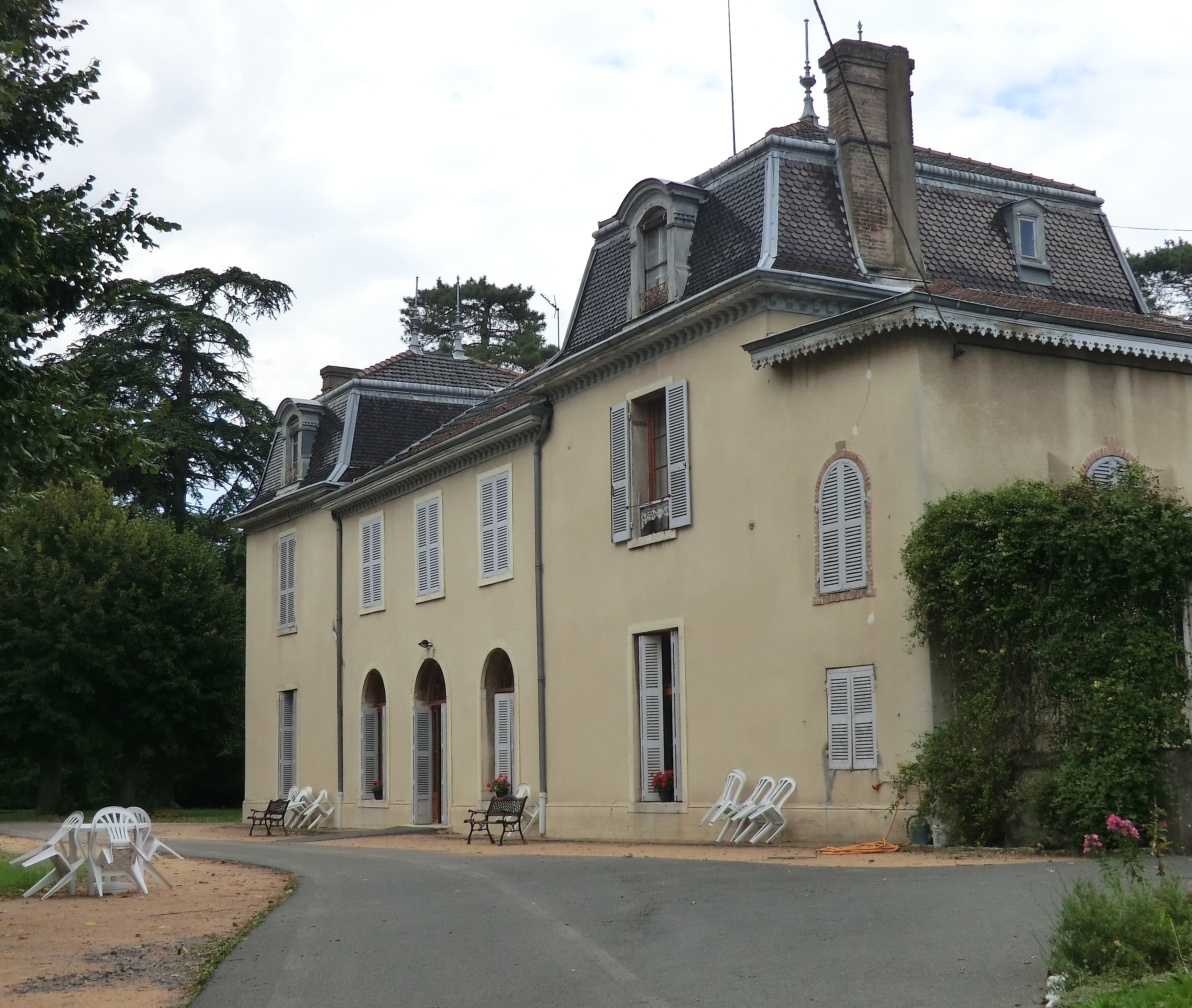
Le château de Corcelles. À Trévoux, Betje Wolff et Aagje Deken habitaient cette maison de campagne.

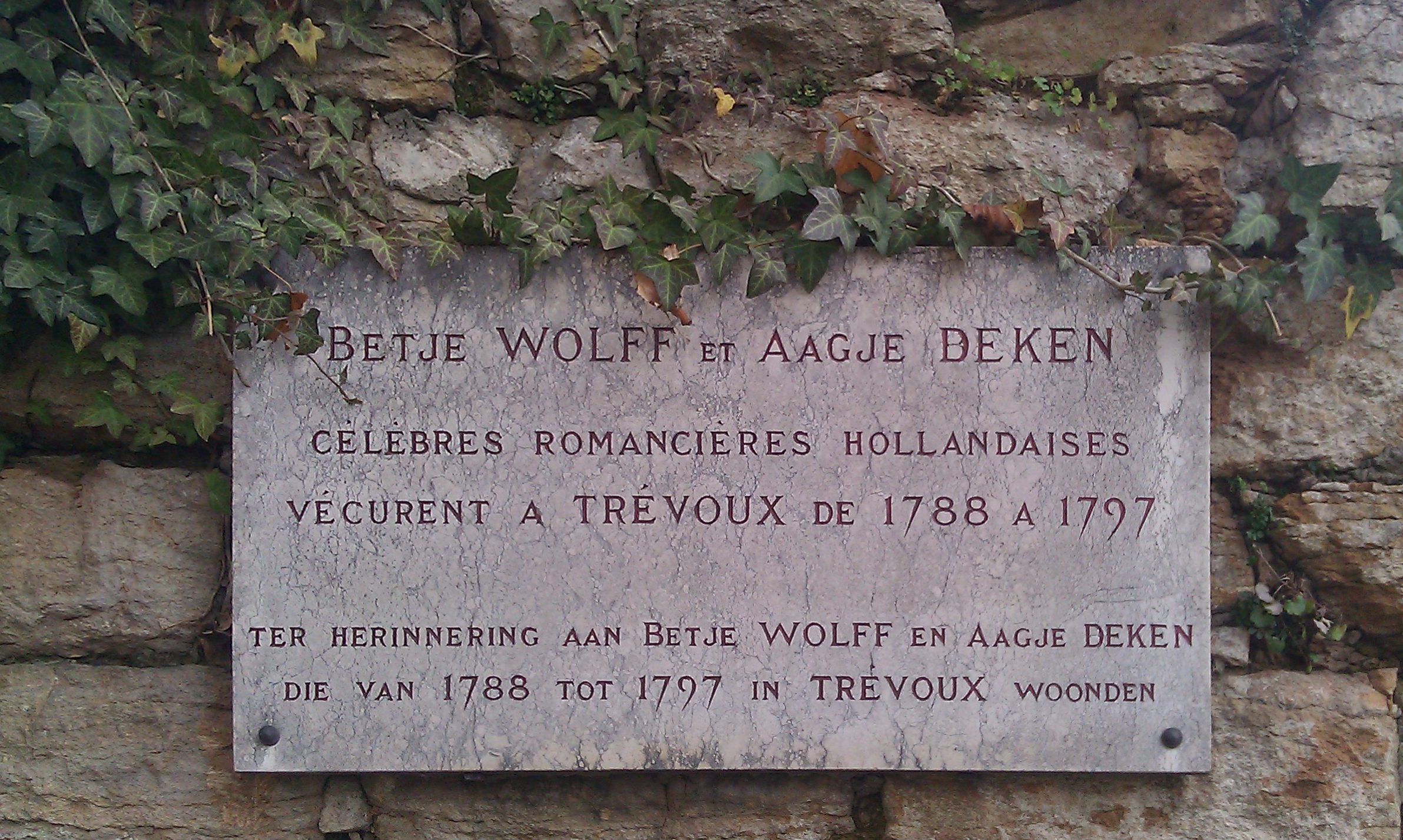
Plaque en souvenir du séjour des écrivaines Betje Wolff et Aagje Deken à Trévoux, place du Palais.

### 1738 - 1758: enfance et éducation
Ses parents, Jan Bekker en Johanna Boudrie, des bourgeois aisés de Flessingue, passaient les étés dans leur maison de campagne Altijt wel (Toujours bien), près de West-Souburg.
Des enfants de cette famille réformée orthodoxe de marchands, qui poursuivait la vieille tradition patriotique, elle était la petite tardillonne.  Elizabeth (« Betje ») reçut néanmoins une éducation moderne.  Elle aurait eu un caractère vif et sérieux, choisissant parfois de briller en société, tandis qu'à d'autres moments, elle aurait préféré la solitude et les réflexions religieuses.
Sa mère mourut lorsque Betje eut atteint l'âge de treize ans.  Puis, son père, bienveillant, la négligeant et la gâtant à la fois, lui donna libre cours de sorte qu'elle pût s'adonner, sans retenue, à sa passion pour la lecture et la poésie ainsi qu'à son avidité d'apprendre.
Le 25 juillet 1755, elle se fut enlever, à l'âge d'à peine dix-sept ans, par un porte-étendard réformé de 24 ans, Matthijs Gargon.  La fuite aventureuse dura une nuit et eut un effet contraire : la possibilité d'un engagement ou d'un mariage avec Gargon, qui était démuni, devint exclue.  En outre, les deux furent placés sous la censure du consistoire.

### 1758 - 1777: l'épouse d'un prédicateur
Lorsqu'elle n'avait que 21 ans, elle épousa Adriaan Wolff, un prédicateur du Beemster et veuf âgé de 52 ans ; par son mariage, conclu le 18 novembre 1759 et précédé d'une correspondance intensive de quelques mois, elle put échapper au milieu hypocrite et médisant de Flessingue.  Décisif pour le choix du partenaire étaient sans doute des considérations pratiques.  Elle-même qualifiait cette union de « mariage philosophique ».  En présence de tiers, elle prenait ses distances par rapport à son mari.  Lorsqu'en 1772, Wolff défendait par écrit sa femme déconsidérée, elle accepta ce soutien avec gratitude.  Son respect pour son mari allant croissant, elle honorera en lui le bon prédicant, orthodoxe dans la doctrine et tolérant dans la pratique.  Les portraits qu'elle brossait de dignes ministres dans ses romans tardifs semblent être un hommage rendu à sa mémoire.  Ce mariage ne le satisfaisant cependant pas en ce qui concerne le côté affectif, elle compensait par l'amitié et par la littérature.
Au cours de son enfance, elle avait lu beaucoup de littérature contemporaine.  À l'âge de seize ans, elle se fit représenter de façon voyante avec l’Essay on Man (Essai sur l'homme) d'Alexander Pope dans la main gauche.  Dans le Beemster, Betje trouvait à peine l'occasion de se tenir au courant des développements littéraires : les compagnies de lecture et les bibliothèques faisaient défaut, et elle ne disposait pas d'assez de ressources propres.  Elle essaya de briser l'isolement au Beemster par la publication de ses premiers essais en poésie : en 1763, elle entama le recueil Bespiegelingen over het genoegen (Réflexions sur le plaisir), où, dans un style poétique élevé, de façon ambitieuse, elle suivit les traces de son idole Lucretia Wilhelmina van Merken.  Bespiegelingen contient de la poésie contemplative, philosophique et morale, où la question de la poursuite du bonheur et de la sagesse est traitée de façon conventionnelle.
Ses Bespiegelingen over den staat der rechtheid (Réflexions sur l'état de droit, 1765), qui contiennent une fois de plus de la poésie élevée et philosophique, prouvent que sa force ne résidait pas dans la contemplation.  Mieux réussies étaient ses descriptions directes et satiriques.  Dans la préface de ce livre, sûre de soi et en même temps pleine de dérision, elle défend la cause des femmes.  Dans ce recueil, elle s'appuie fortement sur la profession de foi chrétienne dans la révélation.
À ce recueil, elle ajouta un éloge à son beau-frère Ewaldus Hollebeek à l'occasion de sa nomination comme professeur à Leyde le 26 novembre 1762.  Nieuw scheepslied ter eere van Willem V (La Nouvelle Chanson marinière en l'honneur de Guillaume V, 1766).  Dans De grijsaard (Le Vieillard, 1767-1769), elle émit des discours, signés du nom de Silviana ; en 1770, elle traduisit en néerlandais An Essay on the Life of Jesus Christ de William Craig comme Het leven van Jezus Christus (La Vie de Jésus-Christ), travail qui ne laissait plus aucun doute sur la nature libérale de ses opinions religieuses.
Avec la critique littéraire, elle était en froid toute sa vie.  Sensible aux commentaires critiques, elle ne se laissait pourtant pas entamer par elles ; vulnérable, elle provoqua une critique de plus en plus dure.  Elle trouva une compensation dans des amitiés personnelles avec, parmi d'autres, l'avocat amstellodamois Herman Noordkerk et son mentor littéraire et ami de cœur Cornelis Loosjes, pasteur mennonite et fondateur des Vaderlandsche Letter-Oefeningen (Exercices littéraires patriotiques, 1761-1876), ainsi qu'avec de nombreuses jeunes filles sensibles à la littérature.  Ces amitiés turbulentes mais, certes, jamais de nature érotique, étaient rarement de longue durée.
Pour la percée poétique, il fallait attendre la publication de la grande épopée Walcheren (1769), dans laquelle des scènes de genre, des histoires locales et des idées politiques et éclairées se réunissent, et où la réflexion fait place à la description.  À part le respect général, Walcheren lui procura des admirateurs haut placés en Zélande, ce que Betje, tellement diffamée dans ces régions, perçut comme une réhabilitation.  Elle s'attaqua à la « profession de foi religieuse inaltérable de Santhorst » - lieu où se trouvait la maison de campagne de son ami le professeur Burmannus - dans De onveranderlyke Santhorstsche geloofsbelydenis (1772), ce qui ne fut pas apprécié par la faction orthodoxe.  Entre 1772 et 1777, elle acquit une grande renommée, mais se fit aussi des ennemis lorsqu'elle critiquait l'intolérance des « fins » orthodoxes dans des vers satiriques.  La dure attaque compromit toutefois le parti de la liberté et de tolérance de Santhorst, dont Betje prit la défense.  Petrus Burmannus Secundus, le chef de file du groupe de Santhorst, prit alors ses distances avec cet avocat trop zélé.  Dans ces circonstances difficiles, se retrouvant abandonnée par des âmes sœurs, elle obtint toutefois le soutien de son mari.  Son Menuet en de dominees pruik (Le Menuet et la Perruque du ministre, 1772) fit accroître sa renommée ; dans ce récit satirique en vers, l'orthodoxie étroite devint pour la énième fois l'objet de la risée.  Sa défense fanatique de la tolérance fit de Betje une célébrité nationale, à l'égard de qui même le stathouder Guillaume d'Orange-Nassau, lors de sa visite à Beemster en 1773, prononça des paroles élogieuses.
Une fois arrivée à la célébrité nationale, la poétesse ne put que devenir l'objet de toutes sortes de rumeurs, qui vinrent aux oreilles d'Aagje Deken à Amsterdam.  En 1776, Aagje écrivit à ce sujet une lettre sévère à Betje Wolff, âgée de trois ans de plus qu’elle, où, cependant, retentait tant de sympathie que Betje put surmonter son indignation initiale pour répondre par une lettre franche et amicale.  L'amitié qui en résulta s'avéra d'une signification décisive pour la carrière littéraire et pour la vie de Betje.

### 1777 - 1804: un partenariat littéraire

#### De Rijp - Beverwijk
Après le décès du mari de Betje, survenu le 29 avril 1777, les amies allaient vivre sous le même toit, et toutes deux se mirent à écrire, créant de multiples œuvres collectives auxquelles elles devaient par la suite leur popularité.  En mai 1778, Wolff et Deken déménagèrent pour s'installer à De Rijp (Graft-De Rijp, un village de l'actuelle province de Hollande-Septentrionale).
Bien qu’ayant des caractères opposés, Betje Wolff et Aagje Deken, partageant plus ou moins la même vision critique et sarcastique du monde, ont pu devenir les coauteures de plusieurs ouvrages.  Et plus important encore, elles étaient dotées d'un grand talent littéraire.  Les deux étaient des observatrices implacables et possédaient un style d'écriture aussi fort que précis.  Dans un nombre de romans sous forme de correspondance et conçus en plusieurs volumes, qui connaîtront un succès retentissant, elles décrivaient les Pays-Bas à la fin du XVIIIe siècle et dépeignaient la bourgeoisie néerlandaise.  Il est difficile d'établir l'apport de chacune des deux auteures à leurs ouvrages, mais elles ne pouvaient sans doute pas se passer l'une de l'autre.
Leurs plus grands succès furent les romans épistolaires Historie van mejuffrouw Sara Burgerhart (Histoire de mademoiselle Sara Burgerhart, 1782) et Historie van den heer Willem Leevend (Histoire de monsieur Guillaume Vivant, 1784-1785). En 1782, elles s'établirent à Beverwijk, une ville de l'actuelle province de Hollande-Septentrionale.
Wolff et Deken écrivaient sur l'éducation, qui devait non seulement éclairer leurs semblables, mais aussi promouvoir le sentiment patriotique pour engendrer la solidarité nationale, indispensable à la reprise économique et à l'essor culturel de la nation.
Un héritage permit à Aagje Deken d'acquérir un domaine modeste, Lommerlust (Désir d'être à l'ombre), à Beverwijk, où les amies atteignirent le sommet de leur carrière littéraire.  Dans le jardin se trouvait un petit ermitage de roseaux, une cabane de jardin où les dames pouvaient se retirer pour écrire leurs ouvrages.  Le premier fruit de leur collaboration fut Economische liedjes (Chansons économiques, 1781), de simples chansons visant à encourager la classe laborieuse, qui pouvait lire que le travail acharné est en fait une sorte de patriotisme.  Avec ces chansons, parues en trois volumes, elles poursuivaient donc un dessein à la fois éducatif, économique et patriotique.  Ce type de message est diffusé par toutes leurs autres œuvres ; à travers leurs romans, les écrivaines offraient à leurs lecteurs un moyen de réfléchir sur des questions telles que l'éducation, le patriotisme et l'utilité ou l'inutilité de la religion.
Elles faisaient désormais tout ensemble.  « Écoutez, bonhomme !  Regarde maman !  Nous faisons tout ensemble ; même écrire des vers dans la cabane », écrit Deken à un bon ami.  Jusqu'à ce jour, la façon dont elles écrivaient leurs travaux demeure un mystère.  Ainsi, on ignore comment elles collaboraient à leur roman le plus connu, Sara Burgerhart, ni comment les tâches se partageaient mais, indubitablement, Aagje Deken ne faisait pas moins d'efforts que Betje Wolff.  Selon le jeune poète Jacobus Bellamy, elles se seraient parfaitement complétées : « Bekker est le vinaigre, Deken l'huile.  Ça fait une bonne sauce ! »
En 1782, elles surprirent les lecteurs avec l’Historie van mejuffrouw Sara Burgerhart (L'Histoire de mademoiselle Sara Burgerhart), un roman en deux parties sous forme de correspondance.  Dans ce premier roman épistolaire original néerlandais, la jeune Sara explore les limites de sa liberté.  Il reste difficile de savoir si cet ouvrage, qui donne avant tout un cours pédagogique aux jeunes filles et qui ne s'inscrit apparemment pas dans la tradition néerlandaise de romans, avait été inspiré par des exemples en langues étrangères, tels que ceux de Richardson et de Gellert.  Le travail obtint de toute façon un grand succès.  Sauf des fins éducatives, les auteures du roman avaient des objectifs économiques, patriotiques et religieux : les échanges commerciaux nationaux et un christianisme pratique et tolérante y sont glorifiés.  Après ce grand succès, le couple littéraire perdit sa quiétude : Wolff se plaignait incessamment du fait que son travail littéraire était constamment perturbé par des admirateurs indiscrets voulant voir travailler les deux amies dans leur cabane.
Encouragées par leur succès, les auteures s'attelèrent à la rédaction d'un ouvrage plus ambitieux dans le même genre, Historie van den heer Willem Leevend (L'Histoire de monsieur Guillaume Vivant, 1784-1785).  Par ce roman en huit parties, les auteures voulaient démontrer le triomphe du christianisme biblique sur l'incrédulité. Les auteures exposent l’horreur qu’elles éprouvent face à l'intolérance et à l'incrédulité.  L'étudiant en théologie Willem Leevend évolue dangereusement dans le sens de l'incrédulité, mais se convertit, trouvant le bonheur dans le mariage. En outre, dans leur roman, les écrivaines réagirent contre le sentimentalisme dégénéré. Elles mettent en garde leurs lecteurs et lectrices contre la naïveté avec laquelle les jeunes confondent amour et amitié.  Précédemment, Betje Wolff avait déjà participé à la création de la théorie du sentimentalisme, ou « Empfindsamkeit », mais après Julia (1783) de Rhijnvis Feith, le sentimental prit le dessus.  Dans Willem Leevend, la sentimentale Lotje Roulin trouve donc une mort prématurée ; les lecteurs sont avertis. Par contre, une saine sensibilité conduirait à des engagements réussis et mérite d'être imitée. Pour Willem Leevend, les auteures reçurent une rémunération considérable de leurs éditeurs, alors que le succès se faisait attendre.  Entretemps, elles avaient confié la gestion de ce qui était devenu un capital important au marchand d'Amsterdam Christiaan Nissen.
Lorsque l'hostilité entre les orangistes et les patriotes eut pris des proportions inquiétantes, et l'arrestation près de Goejanverwellesluis, provoquée par la princesse Wilhelmine, eut été suivie par l'intervention prussienne en septembre 1787, de nombreux patriotes cherchèrent un refuge à l'étranger.  Des actes considérés comme tyranniques firent perdre à Guillaume V la sympathie qu'avaient éprouvée Wolff et Deken pour lui.

#### Trévoux
Après la victoire du stathouder sur le mouvement des patriotes en 1787, les dames patriotiques décidèrent de quitter la république des Sept Pays-Bas-Unis.  Les auteures, qui propageaient le mouvement de relance économique et patriotique, se développèrent dans les années 1780 politiquement dans une voie modérément patriotique et estimèrent, en 1788, qu'il était préférable de partir pour le Trévoux bourguignon.  Leur colocataire à Lommerlust, Caroline Victoire Ravanel, avait de la famille à Trévoux et Wolff et Deken s'installèrent, avec leur amie Ravanel, dans une maison de champagne au hameau de Corcelles après la vente de leur maison de campagne Lommerlust à Beverwijk et la mise aux enchères de leurs livres et gravures.  Outre les considérations d'instabilité politique, la santé fragile de Betje, qui voulait bénéficier de la nature au centre de la France, joua probablement un rôle dans leur décision.  Pendant des années, Wolff et Deken menèrent une vie tranquille :
« Nous vivons toutes en bonne santé, nous sommes estimées, aimées et heureuses, et prenons notre petit déjeuner le matin avec nos amis ; par la suite, nous faisons les plus belles promenades ; puis, on se met à écrire ; puis, manger ; puis, un peu de repos ; puis, le goûter ; ensuite, on va danser sur l'un ou l'autre domaine, ou à la comédie. »
En 1789 parut Wandelingen door Bourgogne (Promenades en Bourgogne), sur leurs promenades à travers la Bourgogne, un ouvrage où elles fournissent un témoignage de leur confrontation avec le nouvel environnement de Bourgogne et avec le catholicisme.  Elles continuèrent à écrire pour un public dont elles se trouvaient très éloignées.  Lorsqu'en 1791, elles apprirent que leur agent Nissen avait perdu leur capital, l'écriture n'était plus un passe-temps¸ mais devint leur gagne-pain quotidien.  Ce n'était pas leur vœu de retourner en république des Sept Pays-Bas-Unis, mais puisque leur capital était parti en fumée à cause d'une mauvaise gestion, elles finirent par ne voir aucune autre solution que d'aller demander une pension de veuve, action impliquant le rapatriement.
Entre 1793 et 1796, elles écrivirent encore une Historie van mejuffrouw Cornelia Wildschut, of De gevolgen van de opvoeding (L'Histoire de mademoiselle Cornélie Wildschut, ou les Conséquences de l'éducation), un roman en six tomes.
La Révolution française ne les laissait pas insensibles.  Elles durent paraître devant le comité révolutionnaire de Trévoux et leur maison fut assiégée par une foule en colère.  Toutefois, elles trouvèrent un protecteur dans la personne du jacobin Merlino, qui réussit même à obtenir une allocation pour l'héroïne populaire Betje à la Convention nationale.  En outre, Wolff, échappée à la guillotine grâce à sa présence d'esprit, à son éloquence et à ses répliques intelligentes, aida à sortir de la prison de la Terreur le mari de son amie Renauld.

#### La Haye
Le manque d'argent ne leur permit pas de rapatrier avant 1797.  Après s'être installées à La Haye, elles essayèrent de vivre par la plume, mais avec peu de succès.  Les éditeurs payaient mal ou pas du tout, et les écrivaines avaient entretemps perdu leur public.  L’Historie van mejuffrouw Cornelia Wildschut (L'Histoire de mademoiselle Cornelia Wildschut, 1793-1796), en six volumes, fut un échec.  Les critiques et d'autres anciens ennemis étaient prêts à remuer le couteau dans la plaie.  Les malheurs vécus, leur âge avancé, des sentiments auxquels elles étaient étrangères et la confrontation avec une toute nouvelle génération : tout cela affectait évidemment l'esprit de Wolff et de Deken.  Demeurant en France, les deux amies se trouvaient dans l'incapacité de suivre l'évolution des esprits dans leur pays natal.  Elles n'éprouvaient aucun contentement en s'apercevant de l'aveuglement provoqué par le piège à libertés où étaient tombés les Néerlandais, car ceux-ci ne s'avançaient en aucune façon vers l'âge d'or auquel beaucoup aspiraient de bonne foi et que les Français allaient soi-disant apporter à la République batave.
En 1798, les écrivaines revinrent sur la scène littéraire, plus engagées et idéalistes que jamais.  Elles écrivaient pour une revue politique radicale, le Politique Afleider (Le Paratonnerre politique, 1798), qui ne fut jamais publié car, par un coup d'État, un gouvernement modéré avait pris le pouvoir à la mi-1798.  Déçues, mais non abattues, Wolff et Deken, continuèrent d'écrire et de traduire, leur humeur n'en souffrant guère.  Un proche parent, qui avait eu Wollf et Deken comme hôtes pendant un mois à la fin de 1799, put écrire : « Pendant le mois qu'elles ont passé ici, on a ri plus que d'habitude ».
L'ouvrage le plus important écrit pendant les années passées à La Haye était le Geschrift eener bejaarde vrouw (L'Écrit d'une femme âgée, 2 vol., 1802), conçu comme une autobiographie fictive.
Après avoir souffert de maladies et de maux trois ans durant, Wolff mourut à La Haye, suivie neuf jours plus tard par Deken, qui trouvait encore le temps d'écrire que sa « chère amie » était allée « éprouver le pourquoi ».  Wolff fut enterrée, selon sa volonté, au cimetière Ter Navolging à Schéveningue.

## Notoriété

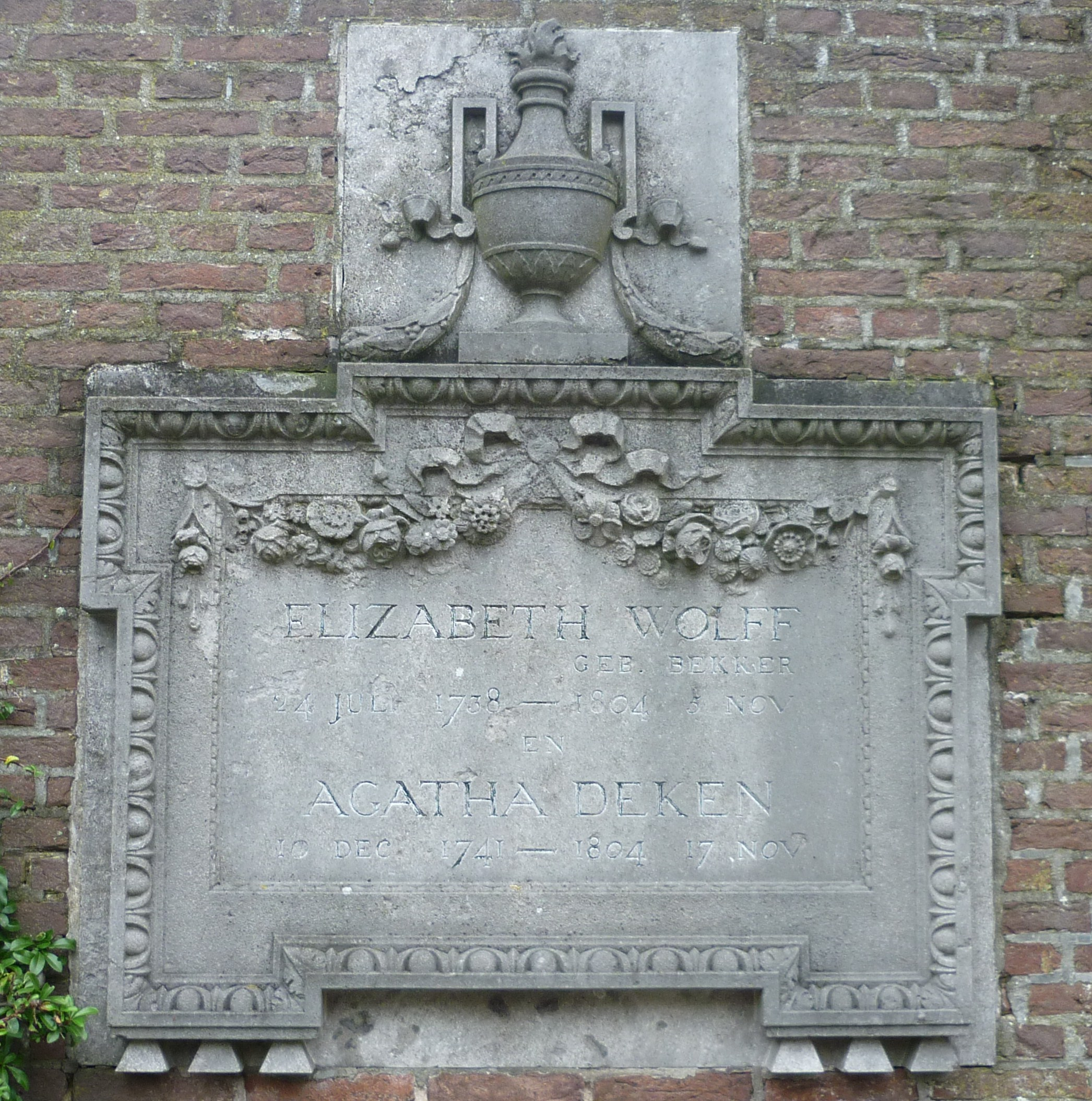
La stèle funéraire de Betje Wolff et d'Aagje Deken au cimetière Ter Navolging à Schéveningue.

En guise de conclusion, on cite Romein et Romein-Verschoot, qui estiment que Wolff et Deken acceptaient avec enthousiasme, puis diffusaient les grandes idées du XVIIIe siècle : le rejet de la croyance dogmatique et de celle en l'autorité, l'idée de tolérance et de valeurs humaines, et le principe de l'éducabilité de l'homme ; des pensées qu'il ne faut pas designer innocemment comme « le » progrès afin de se réaliser quel champ infini du développement humain elles ont ouvert.  Représentantes typiques de la bourgeoisie du XVIIIe siècle, au fur et à mesure qu'elles étaient instruites par les faits, elles prenaient leurs distances vis-à-vis du stathouder.  Elles n'acceptaient jamais sans réserve les pensées de leurs illustres contemporains, Rousseau, Voltaire ou Lessing, qui tournaient leurs regards au-delà de leur propre siècle, parce que, par leur sobriété ménagère limitée et limitante, elles pressentaient les conséquences pernicieuses pour la classe bourgeoise bien avant les chanteurs emportés de Ça ira.

## Ressources

### Sources
- (nl) ALTENA, Peter.  De Nederlandse en Vlaamse auteurs van middeleeuwen tot heden met inbegrip van de Friese auteurs (réd. Gerrit Jan VAN BORK et Pieter Jozias VERKRUIJSSE), Weesp, De Haan, 1985, p. 657-659.
- (fr) BOUILLET, Marie-Nicolas.  Dictionnaire universel d'histoire et de géographie, 21e éd., Paris, Librairie de L. Hachette et Cie, 1869, p. 202.
- (nl) FREDERIKS, Johannes Godefridus, et Frans Jos. VAN DEN BRANDEN.  Biographisch woordenboek der Noord- en Zuidnederlandsche letterkunde, Amsterdam, L.J. Veen, 1888-1891, p. 49-50.
- (nl) KLAPWIJK, Cees (réd.).  Wolff en Deken, [En ligne], [s. d.], réf. du 6 août 2014.  [www.literatuurgeschiedenis.nl].
- (nl) KNAPPERT, Laurentius.  Nieuw Nederlandsch biografisch woordenboek (réd. Philipp Christiaan MOLHUYSEN et Petrus Johannes BLOK), vol. 1, Leyde, A.W. Sijthoff, 1911, p. 1584-1587.
- (nl) ROMEIN, Jan, et Annie ROMEIN-VERSCHOOR.  Erflaters van onze beschaving, Amsterdam, Em. Querido's Uitgeverij, 1977, p. 520-540.
- (nl) STURKENBOOM, Dorothée.  Spectators van hartstocht: sekse en emotionele cultuur in de achttiende eeuw, Hilversum, Uitgeverij Verloren, 1998.
- (nl) VERBIJ-SCHILLINGS, Jeanne.  Découverte des lettres néerlandaises / Nederlandse literatuur in Franse vertaling [exposition numérique de l'université de Leyde], [En ligne], [s. d.], réf. du 6 août 2014.  [www.bc.ub.leidenuniv.nl] (site web de l'université de Leyde).
- (nl) WITSEN GEYSBEEK, Pieter Gerardus.  Biographisch anthologisch en critisch woordenboek der Nederduitsche dichters, vol. 6, VIC-ZYP, Amsterdam, C.L. Schleijer, 1827, p. 545-553.